# Hyposidra australis
Hyposidra australis là một loài bướm đêm trong họ Geometridae.